# Хейзъл Гейнър
Хейзъл Гейнър (на английски: Hazel Gaynor) е английска писателка, авторка на произведения в жанровете исторически роман, любовен роман и фентъзи.

## Биография и творчество
Хейзъл Гейнър е родена на 16 май 1971 г. в Дрифийлд, Източен Йоркшър, Англия. Завършва с бакалавърска степен по изкуства за бизнес изследвания от университета Манчестър Метрополитън. Живее в Манчестър, Австралия и Лондон през 1990-те, преди да се премести в Ирландия през 2001 г. В Дъблин се омъжва и през 2004 г. семейството се установява в Килкълън, окръг Килдеър. Имат двама сина.
След дипломирането си работи в областта на професионалните услуги. През 2008 г., заради рецесията, е съкратена като ръководител на обучение и развитие в ирландската адвокатска кантора A&L Goodbody. Тогава решава да започне да пише и води личен блог, озаглавен Hot Cross Mum.
Първият ѝ роман The Girl Who Came Home (Момичето, което се прибра вкъщи) е издаден от нея самостоятелно през 2012 г. Той е базиран на истинската история на 14 ирландски емигранти от „Титаник“. За него получава литературна стипендия „Сесил Дий Луис“ за нови писатели. През 2014 г. е публикуван отново от HarperCollins. Романът става бестселър в списъка на „Ню Йорк Таймс“ и е награден с наградата RoNA Rose за исторически роман на годината от Асоциацията на писателите на любовни романи.
Следват романите „Спомен за теменужки“ (2015) и „Момичето от Савой“ (2016), които също са свързани с исторически събития.
В следващите години започва да пише и съвместно с писателката Хедър Уеб. Първият им общ роман Last Christmas in Paris (Последната Коледа в Париж) е издаден през 2017 г. Той е романтична любовна история, която се развива в Париж в превратните и жестоки години на Първата световна война. Романът печели наградата „СТАР“ на Асоциацията на писателките на художествена литература.
През 2019 г. е издаден съвместният им роман „Парфюмеристката от Монако“. На фона на вихрената романтика на Грейс Кели и брака ѝ с принца на Монако Рение III, се развиват отношенията на младата парфюмеристка Софи Дювал и настоятелния английски фотограф Джеймс Хендерсън.
Произведенията на писателката са преведени на 18 езика и са издадени в 25 страни по света.
В допълнение към писането на исторически романи, тя пише популярен блог за гости, Carry on Writing, за националния ирландски уебсайт за писане writing.ie. Тя също така пише интервюта с автори за сайта и е интервюирала писателите Филипа Грегъри, Себастиан Фолкс, Черил Стрейд, Дейзи Уо, Мери Бет Кийн, и други.
Хейзъл Гейнър живее със семейството си в Ирландия.

## Произведения

### Самостоятелни романи
- The Girl Who Came Home (2012, 2014)[1][2][4]
- A Memory of Violets (2015)
- The Girl From The Savoy (2016)
- The Cottingley Secret (2017)
- Last Christmas in Paris (2017) – с Хедър Уеб
- The Lighthouse Keeper's Daughter (2018)
- Meet Me in Monaco (2019) – с Хедър Уеб
Парфюмеристката от Монако, изд.: ИК „Кръгозор“, София (2019), прев. Татяна Виронова
- The Bird in the Bamboo Cage (2020)
- When We Were Young & Brave (2020)
- Three Words for Goodbye (2021) – с Хедър Уеб

### Новели
- Hush (2016) в сборника Fall of Poppies (2016) – с Джесика Брокмоул, Хедър Уеб, Еванджелин Холанд, Марси Джеферсън, Кейт Кериган, Дженифър Робсън, Беатрис Уилямс и Лорън Уилиг[1]